# Гофмейер, Макс
Макс Фридрих Адольф Гофмейер (нем. Max Friedrich Adolph Hofmeier; 1854—1927) — немецкий медик; врач-гинеколог.

## Биография
Макс Гофмейер родился 28 января 1854 года на Цударе, остров Рюген, Балтика. В доме своего отца, он получил начальное образование, затем учился в школе Грайфсвальда, где осенью 1872 года получил аттестат зрелости, после чего изучал медицину в университетах Вюрцбурга, Фрайбурга и Грайфсвальда.
С 1877 года состоял в Берлинской родовспомогательной клинике ассистентом у профессора Карла Шрёдера.
В 1887 году он был приглашен преподавать на кафедру в Гиссенский университет, где также был назначен директором Университетской женской клиники, а с 1888 года сделался преемником профессора Фридриха Вильгельма Сканцони фон Лихтенфельса на кафедре «родовспоможения» в Вюрцбургском университете. Дважды занимал должность декана медицинского факультета, а в 1900 году был избран ректором Вюрцбургского университета.
С 1887 года он редактировал вместе с Ольсгаузеном «Zeitschr. für Geburtshülfe und Gynäkologie». Он же издал в новой обработке «Handbuch d. Krankheiten d. weibl. Geschlechtsorgane» Шредера.
Макс Фридрих Адольф Гофмейер умер 3 апреля 1927 года в баварском городке Грайнау.
Его служба отечеству была отмечена орденом Заслуг Святого Михаила.

## Избранная библиография
- «Ueber den Stoffwechsel der Neugeborenen» («Virchow’s Archiv», 1882);
- «Die Bedeutung d. Nephritis in der Schwangerschaft»;
- «Grundriss der gynaekologischen Operationen» (Вена, 3 изд.);
- «Beiträge zur Anatomie d. schwangeren und kreissenden Uterus» (вместе с Benckiser, Штутгарт, 1887),
- «Ueber den Einfluss der Eibromyome des Uterus auf Konception, Schwangerschaft und Geburt» («Zeitschr. für Gr. u. G.», 1894);
- «Ueber den Unterricht in den Frauenkliniken» («Klin. Jahrbuch», IV).;
- «Handbuch der Frauenkrankheiten», Leipzig 1921.